# السادة الأفاضل (مسلسل)
السادة الأفاضل (بالإنجليزية: The Gentlemen) هو مسلسل تلفزيوني كوميدي من إنتاج غاي ريتشي لصالح نتفليكس. المسلسل مشتق من فيلم ريتشي السادة الأفاضل. المسلسل من بطولة ثيو جيمس في الدور الرئيسي وتم إصداره في 7 مارس 2024. في أغسطس 2024، تم تجديد المسلسل لموسم ثاني.

## روابط خارجية
- السادة الأفاضل على نتفليكس (الاشتراك مطلوب)
- السادة الأفاضل  على قاعدة بيانات الأفلام على الإنترنت (بالإنجليزية).
- السادة الأفاضل على موقع IMDb (الإنجليزية)
- السادة الأفاضل على موقع ميتاكريتيك (الإنجليزية)
- السادة الأفاضل على موقع روتن توميتوز (الإنجليزية)
- السادة الأفاضل على موقع نتفليكس (الإنجليزية)
- السادة الأفاضل على موقع فيلمافينيتي (الإسبانية)
- السادة الأفاضل على موقع كينوبويسك (الروسية)
- السادة الأفاضل على موقع ألو سيني (الفرنسية)
- السادة الأفاضل على موقع قاعدة بيانات الفيلم (الإنجليزية)